# Milgram-Experiment
Das Milgram-Experiment ist ein erstmals 1961 in New Haven durchgeführtes psychologisches Experiment, das von dem Psychologen Stanley Milgram entwickelt wurde, um die Bereitschaft durchschnittlicher Personen zu testen, autoritären Anweisungen auch dann Folge zu leisten, wenn sie in direktem Widerspruch zu ihrem Gewissen stehen. Der Versuch bestand darin, dass ein „Lehrer“ nach Anweisungen eines „Versuchsleiters“ einem „Schüler“ bei Fehlern elektrische Schläge versetzen und deren Intensität nach jedem weiteren Fehler erhöhen sollte. Sowohl die „Versuchsleiter“ als auch die „Schüler“ waren Schauspieler und die Stromschläge erfolgten nicht real. Dies blieb den eigentlichen Versuchspersonen, den „Lehrern“, jedoch verborgen, so dass sie davon ausgehen mussten, den „Schülern“ echte Schmerzen zuzufügen.

## Geschichte und Überblick
Angeregt wurde Milgram durch den US-amerikanischen Psychiater Jerome D. Frank, der bereits 1944 der Frage nachgegangen war, wovon die Gehorsamkeitsbereitschaft zufällig ausgewählter Personen abhängt. Frank verlangte damals von seinen Probanden den Verzehr von zwölf geschmacklosen Keksen – vgl. das Soda-Cracker-Experiment. Der Gruppe wurde gesagt, dass der Verzehr salzloser Kekse wissenschaftlich notwendig sei. Überraschend weigerten sich nur zehn Prozent der Teilnehmer, die Kekse zu essen.
Das Milgram-Experiment sollte ursprünglich dazu dienen, Verbrechen aus der Zeit des Nationalsozialismus sozialpsychologisch zu erklären. Dazu sollte die „Germans-are-different“-These geprüft werden, die davon ausging, dass die Deutschen einen besonders obrigkeitshörigen Charakter haben. Nach den ersten Ergebnissen der Untersuchung in New Haven schien dies jedoch nicht mehr notwendig, auch weil die Untersuchung in ihrem Aufbau wesentlich grundsätzlicher angelegt war. Milgram erhielt für diese Arbeit 1964 den jährlich vergebenen Preis der American Association for the Advancement of Science in der Kategorie Sozialpsychologie. Die American Psychological Association hingegen schloss Milgram wegen des Experimentes für ein Jahr aus, nachdem ein Kritiker ihm in der Zeitschrift American Psychologist vorgeworfen hatte, ein „traumatisierendes“ Experiment vorgenommen zu haben, das „potenziell schädlich“ für die Versuchspersonen sei. Vor allem wegen dieser Kritik, die auch von zahlreichen anderen Fachleuten geäußert wurde, verweigerte die Harvard University Milgram später eine Anstellung. Milgram hielt dazu anschließend selbst fest:

„[Es ist] ethisch fragwürdig, […] Menschen in das Labor zu locken und sie in eine Lage zu bringen, die belastend ist.“

Die Ergebnisse des Milgram-Experiments wurden zunächst in einem Artikel mit dem Titel Behavioral study of obedience veröffentlicht, der in dem renommierten Journal of abnormal and social psychology erschien. 1974 publizierte Milgram sein Werk: Obedience to Authority. An Experimental View, in dem er die Ergebnisse in einen breiteren Kontext einordnete. Die deutsche Ausgabe kam im selben Jahr heraus.
Milgram bezieht sich darin unter anderem auf das 1963 in New York erschienene Werk der politischen Theoretikerin Hannah Arendt, Eichmann in Jerusalem. Ein Bericht von der Banalität des Bösen. Dieses Konzept der Banalität des Bösen, so argumentiert er, komme der Wahrheit sehr nahe. Die fundamentalste Erkenntnis der Untersuchung sei, dass ganz gewöhnliche Menschen, die nur ihre Aufgabe erfüllten und keinerlei persönliche Feindschaft empfinden, zu Handlungen in einem Vernichtungsprozess veranlasst werden können.
Der US-amerikanische Historiker Alfred W. McCoy vermutet, Milgram habe das Experiment im Rahmen des CIA-MKULTRA-Programms zur Forschung über Bewusstseinskontrolle durchgeführt. Darauf deute nicht nur der Zeitpunkt hin, sondern auch „das Thema, die militärischen Verbindungen, die umstrittene Finanzierung durch die NSF und deren Ablehnung aller späteren Projekte Milgrams“. Diese Vorwürfe werden auf der Webseite von Milgrams Biograph Thomas Blass ausführlich diskutiert und bestritten.

## Ablauf des Original-Experiments

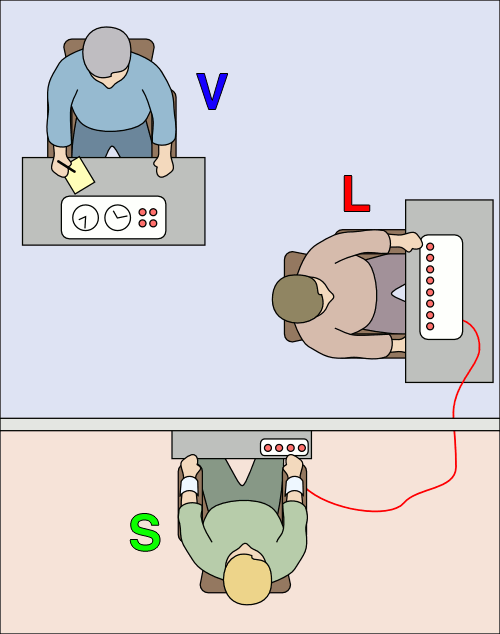
Milgram-Experiment

Der ganze Ablauf des Experiments ist wie ein Theaterstück inszeniert, bei dem alle außer dem Probanden eingeweiht sind. Solch eine Experimentalanordnung übernahm Milgram von seinem Lehrer Solomon Asch. Eine Versuchsperson und ein Vertrauter des Versuchsleiters, der vorgab, ebenfalls Versuchsperson zu sein, sollten an einem vermeintlichen Experiment zur Untersuchung des Zusammenhangs von Bestrafung und Lernerfolg teilnehmen. Ein offizieller Versuchsleiter (Experimentator, V) bestimmte den Schauspieler durch eine fingierte Losziehung zum „Schüler“ (S), die tatsächliche Versuchsperson zum „Lehrer“ (L). Die Verabreichung eines elektrischen Schlags, mit einer Spannung von 45 Volt, sollte der Versuchsperson die körperlichen Folgen elektrischer Schläge vergegenwärtigen. Zudem wurde das an einen elektrischen Stuhl erinnernde Versuchsinventar gezeigt, auf dem der „Schüler“ getestet werden sollte. Diese Versuchsanordnung mit der gewollten Assoziation wurde von den Probanden zu keinem Zeitpunkt in Frage gestellt.
Der „Lehrer“ saß beim Originalversuch vor einem beeindruckenden Apparat mit 30 Einstell-Schaltern und ebenso vielen Kontrollleuchten. Links oben auf dem Gerät war die fiktive Geräte- und Firmenbezeichnung «Shock Generator Type ZLB» der «Dyson Instrument Company Waltham, Massachusetts» sowie die Reichweite der Ausgangsspannung des Geräts «Output 15 Volts-450 Volts» eingraviert. Unter den Schaltern waren zusätzlich acht Stärkenangaben eingraviert. Fast die Hälfte der Schalter lagen ab der Angabe „Intense Shock“ in einem rot beschrifteten Bereich. Unter den Schaltern der höchsten zirka 7 Stufen stand gar: „Gefahr, heftiger Stromstoss“. Unter den zwei höchsten Schaltern stand ein „XXX“ Rechts sah der „Lehrer“ eine Volt-Anzeige. Am 19. Juli 1961 war die für 374 Dollar hergestellte Attrappe fertig gestellt.
Der Versuch bestand darin, dass der „Lehrer“ dem „Schüler“ bei Fehlern in der Zusammensetzung von Wortpaaren jeweils einen elektrischen Schlag versetzte. Dabei wurde die Spannung nach jedem Fehler um 15 Volt erhöht. In Wirklichkeit erlebte der Schauspieler keine elektrischen Schläge, sondern reagierte nach einem vorher bestimmten Schema, abhängig von der eingestellten Spannung. Erreichte die Spannung beispielsweise 150 Volt, verlangte der Schauspieler, von seinem Stuhl losgebunden zu werden, da er die Schmerzen nicht mehr aushalte. Dagegen forderte der dabei sitzende Experimentator, dass der Versuch zum Nutzen der Wissenschaft fortgeführt werden müsse. Wenn die Versuchsperson (der „Lehrer“) Zweifel äußerte oder gar gehen wollte, forderte der Experimentator ihn in vier standardisierten Sätzen zum Weitermachen auf. Die Sätze wurden nacheinander, nach jedem geäußerten Zweifel der Versuchsperson, gesprochen und führten nach dem vierten Mal zu einem Abbruch des Experimentes seitens des Versuchsleiters. Damit die Sätze immer gleich ausfielen, wurden sie vorher mit dem Experimentator eingeübt, insbesondere auch, um einen drohenden Unterton zu vermeiden.
- Satz 1: „Bitte, fahren Sie fort!“ Oder: „Bitte machen Sie weiter!“
- Satz 2: „Das Experiment erfordert, dass Sie weitermachen!“
- Satz 3: „Es ist absolut notwendig, dass Sie weitermachen“
- Satz 4: „Sie haben keine Wahl, Sie müssen weitermachen!“[4]

Es gab noch weitere Standardsätze in antizipierten Verlaufssituationen: Wenn die Versuchsperson fragte, ob der „Schüler“ einen permanenten physischen Schaden davontragen könne, sagte der Versuchsleiter: „Auch wenn die Schocks schmerzvoll sein mögen, das Gewebe (tissue) wird keinen dauerhaften Schaden davontragen, also machen Sie bitte weiter!“ Auf die Aussage der Versuchsperson, der „Schüler“ wolle nicht weitermachen, wurde standardmäßig geantwortet: „Ob es dem Schüler gefällt oder nicht, Sie müssen weitermachen, bis er alle Wörterpaare korrekt gelernt hat. Also bitte machen Sie weiter!“ Wenn nach der Verantwortung gefragt wurde, sagte der Versuchsleiter, er übernehme die Verantwortung für alles, was passiert. Außerdem reagierte der „Schüler“ auf die Stromschläge mit auf Band aufgenommenen Schmerzensäußerungen. Diese hatten Milgram in Prätestversionen des Experiments zunächst gefehlt, die Gehorsambereitschaft war dann aber so hoch, dass er sie hinzufügte.
| Spannung   | Reaktion des „Schülers“                                        |
| ---------- | -------------------------------------------------------------- |
| über 075 V | Stöhnen                                                        |
| über 120 V | Schmerzensschreie                                              |
| über 150 V | Er sagt, dass er an dem Experiment nicht mehr teilnehmen will. |
| über 200 V | Schreie, „die das Blut in den Adern gefrieren lassen“.         |
| über 300 V | Er lehnt ab, zu antworten.                                     |
| über 330 V | Schweigen                                                      |

Der „Schüler“ war in diesem Fall ein unauffälliger Amerikaner irischer Abstammung und repräsentierte einen Menschentyp, mit dem Fröhlichkeit und Gelassenheit verbunden wurde. Mit dieser Auswahl sollte eine Beeinflussung der Handlungsweise durch eine mentale Disposition des Probanden vermieden werden. Zudem war es wichtig, dass die Versuchspersonen weder von dem Versuchsleiter noch von dem „Schüler“ unbeabsichtigt beeinflusst werden konnten. Der „Lehrer“ konnte selbst bestimmen, zu welchem Zeitpunkt er das Experiment abbrechen wollte. Der Versuchsleiter verhielt sich sachlich, seine Kleidung war in einem unauffälligen Grauton gehalten. Sein Auftreten war bestimmt, aber freundlich.

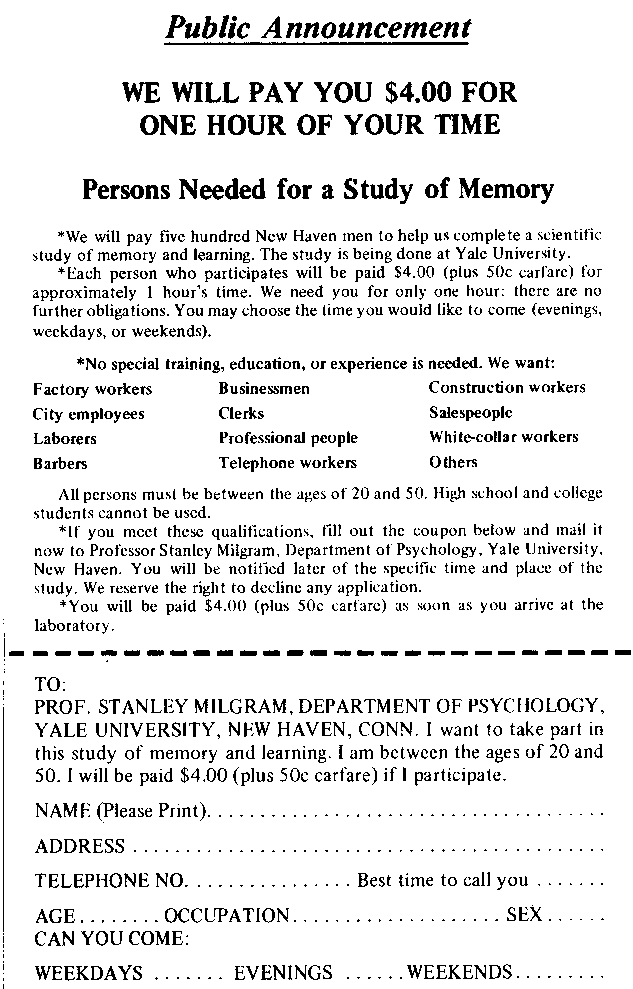
Milgram-Experiment-Anzeige, Faksimile

Die Versuchspersonen wurden über eine Anzeige in der Lokalzeitung von New Haven (Connecticut) gesucht, wobei die angegebene Gage von vier US-Dollar plus 50 Cent Fahrtkosten schon für das bloße Erscheinen in Aussicht gestellt wurde. Das Experiment fand in der Regel in einem Labor der Yale-Universität statt und war in der Anzeige als unter der Leitung von Prof. Stanley Milgram stehend gekennzeichnet.

## Ergebnisse
Folgende Tabelle gibt die Anzahl der Versuchspersonen (Vpn) (n=40), die in einer Versuchsvariante das Experiment abbrachen, abhängig von der Stärke der letzten applizierten „Schocks“, wieder. Es treten dabei keine wesentlichen Unterschiede zwischen Geschlechtern, Nationalitäten und Kulturen auf.
| Spannung              | bis 300 V | 300 V | 315 V | 330 V | 345 V | 360 V | 375 V | 390 V bis 435 V | 450 V |
| Anzahl von Abbrüchen: | 0         | 5     | 4     | 2     | 1     | 1     | 1     | 0               | 26    |

Resultat
26 Personen gingen in diesem Fall bis zur maximalen Spannung von 450 Volt und nur 14 brachen vorher ab.

## Variationen des Experiments
Das Ergebnis des ersten Experimentes war derart überraschend, dass Milgram über zwanzig Varianten mit jeweils abweichenden Parametern durchführte. Auch andere Forscher führten Varianten durch.

### Nähe zwischen „Lehrer“ und „Schüler“
Eine Variation betraf die Nähe zwischen „Lehrer“ und „Schüler“. Dabei wurden folgende vier experimentelle Bedingungen gestellt:
1. die Versuchsperson konnte den „Schüler“ weder sehen noch hören, sie nahm nur einen Schlag an die Wand bei dem Erreichen der 300-Volt-Grenze wahr („Fernraum“),
2. der „Lehrer“ hörte die Reaktionen des „Schülers“ über einen Lautsprecher („akustische Rückmeldung“),
3. „Lehrer“ und „Schüler“ befanden sich in einem geschlossenen Raum („Raumnähe“) und
4. die Versuchsperson hatte direkten Kontakt zu dem Schauspieler („Berührungsnähe“).

In der letzten Versuchsanordnung musste der Proband, geschützt durch einen Handschuh, die Hand des „Schülers“ auf eine Metallplatte drücken, die vermeintlich elektrisch geladen war.
Folgende Tabelle gibt den Zusammenhang zwischen einigen variierenden Versuchsbedingungen, dem Anteil der Versuchspersonen (Vpn), die den maximalen Schock versetzten, und die dazugehörige durchschnittliche Schockstärke an.
| Bedingungen            | Anteil der Vpn: Maximum | ø Spannung |
| ---------------------- | ----------------------- | ---------- |
| Fernraum               | 65,0 %                  | 405 V      |
| akustische Rückmeldung | 62,5 %                  | 367,5 V    |
| Raumnähe               | 40,0 %                  | 312 V      |
| Berührungsnähe         | 30,0 %                  | 268,2 V    |

In der ersten Versuchsreihe waren 65 Prozent der Versuchspersonen bereit, den „Schüler“ mit einem elektrischen Schlag mit den maximalen 450 Volt zu „bestrafen“, allerdings empfanden viele einen starken Gewissenskonflikt. Kein „Lehrer“ brach das Experiment ab, bevor die 300-Volt-Grenze erreicht war. In der vierten Versuchsanordnung, in der die Versuchspersonen den direkten Kontakt zum „Schüler“ hatten, war die erreichte Volt-Stufe am niedrigsten.

### Autorität des Versuchsleiters
In einer Reihe von Versionen des Experiments wurde die Autorität des Versuchsleiters variiert.
Wenn der Versuchsleiter der Bitte des Schülers um Abbruch nachkam und die Versuchsperson zum Abbruch des Experiments aufforderte, so folgte Letztere der Anweisung ausnahmslos.
In einer Variante des Versuchs, in der zwei Versuchsleiter den Versuch leiteten und dabei Uneinigkeit über die Fortsetzung des Experimentes vorspielten, wurde das Experiment in allen Fällen von der Versuchsperson abgebrochen.
In einer Reihe von Variationen wurde nachgewiesen, dass beim Widerstreit der Appelle nicht der Widerspruch an sich und nicht der allgemeine Status, sondern die situationsspezifische Autorität ausschlaggebend ist:
Wurden zwei Versuchsleiter eingesetzt, von denen einer die faktische Rolle des Versuchsleiters übernahm, wohingegen der andere Versuchsleiter den „Schüler“ spielte und um Abbrechen bat, gingen 65 Prozent der Teilnehmer bis zum Maximum. Drängte ein „zweiter Lehrer“ statt des Versuchsleiters auf die Fortsetzung des Experimentes, während der Versuchsleiter neutral blieb, so applizierten verhältnismäßig wenige (25 Prozent) der Versuchspersonen den maximalen Schock.
In einer Variation von Jerry Burger aus dem Jahr 2009 ließen sich durch eine dritte Person ohne Autorität, die ab den ersten Schreien (75 V) auf Abbruch des Experiments drängte, nur wenige Versuchspersonen zum Abbrechen bewegen, solange der Versuchsleiter auf Fortsetzung bestand.
Das Ergebnis einer Erweiterung des Experiments im Jahre 1965 war dagegen, dass die Haltung anderer „Lehrer“ einen Einfluss hat. Der Anteil der bedingungslos gehorchenden Probanden nahm stark ab (auf 10 Prozent), sobald zwei weitere vermeintliche „Lehrer“ an dem Experiment teilnahmen, die dem Versuchsleiter Widerstand entgegensetzten. Befürworteten die zwei „Lehrer“ allerdings die Fortführung des Experimentes, so folgten dem 90 Prozent der Probanden.
Bei einer weiteren Variation gab sich der Versuchsleiter nicht als Forscher der renommierten Universität Yale aus, sondern als Wissenschaftler des fiktiven kommerziellen „Research Institute of Bridgeport“, dessen Räume sich in einem heruntergekommenen Bürogebäude eines Geschäftsviertels in Bridgeport (Connecticut) befanden. Hierbei sank die Zahl der Probanden, die die höchste Spannung einsetzten, von 65 Prozent auf 48 Prozent. Dieser Unterschied ist allerdings nicht statistisch signifikant.
Bestandteil einer anderen Variation war es, dass Milgram den Raum verließ und ein Schauspieler, der sich als Proband darstellte, das Experiment leitete. Hier sank der Anteil der Probanden, die bis zur Höchststufe gingen, auf 20 Prozent.

### Präsenz des Versuchsleiters
Zudem wurde die Präsenz des Versuchsleiters variiert, der entweder direkt im Raum, nur über Telefon erreichbar oder abwesend sein konnte. Die Instruktionen erfolgten im letzten Fall über ein Tonbandgerät.
Die Abwesenheit des Versuchsleiters bewirkte, dass die Gehorsamsrate dreimal niedriger ausfiel als in der Versuchsanordnung mit seiner Anwesenheit.

### Differenzierung nach Geschlecht
In einer Versuchsanordnung, in der Frauen die Elektroschocks austeilen sollten, ergab sich kein signifikanter Unterschied in der Abbruchrate gegenüber Versuchen mit männlichen Probanden:
Im Jahr 2006 wurde das Experiment von Jerry Burger an der Santa Clara University unter modifizierten Bedingungen wiederholt. Es wurden Frauen beteiligt, die maximale Spannung betrug 150 Volt. 70 Prozent der Probanden, die allesamt Milgrams Experiment nicht kannten, gingen bis zur Maximalstärke. Der Unterschied gegenüber Milgrams Original-Experiment (83 % der Probanden gingen bis 150 V) ist statistisch nicht signifikant.

## Reaktion der Versuchspersonen
Alle Versuchspersonen im Originalversuch zeigten einen aufgewühlten Gemütszustand, hatten Gewissenskonflikte und waren aufgeregt. Besonders ein nervöses Lachen fiel Milgram auf, das 35 Prozent der Versuchspersonen von sich gaben. Ein Beobachter beschrieb die emotionale Lage eines „Lehrers“ folgendermaßen:

„Ich beobachtete einen reifen und anfänglich selbstsicher auftretenden Geschäftsmann, der das Labor lächelnd und voller Selbstvertrauen betrat. Innerhalb von 20 Minuten war aus ihm ein zuckendes, stotterndes Wrack geworden, das sich rasch einem Nervenzusammenbruch näherte. Er zupfte dauernd an seinem Ohrläppchen herum und rang die Hände. An einem Punkt schlug er sich mit der Faust gegen die Stirn und murmelte: ‚Oh Gott lass uns aufhören‘. Und doch reagierte er weiterhin auf jedes Wort des Versuchsleiters und gehorchte bis zum Schluss.“

Es zeigte sich, dass Personen, die die persönliche Verantwortung für ihr Verhalten hoch veranschlagten, das Experiment eher abbrachen und dem Versuchsleiter widersprachen.

## Langzeitfolgen für die Versuchspersonen
Um den ethischen Aspekten gerecht zu werden, erhielten die Probanden nach Abschluss der Versuchsreihe detaillierte Informationen über das Experiment und dessen Ergebnisse. Um eventuelle Langzeitschäden zu erkennen, wurden in einer Stichprobe die Versuchspersonen ein Jahr nach dem Experiment erneut besucht und befragt. Laut Milgram zeigte das Experiment keine schädlichen Auswirkungen auf die Psyche der Versuchspersonen. 83 Prozent der Teilnehmer gaben an, im Nachhinein froh zu sein, an dem Experiment teilgenommen zu haben. Nur ein Proband von Hundert bedauerte seine Teilnahme. Die meisten Teilnehmer gaben an, etwas über sich gelernt zu haben und Autoritätspersonen daher in Zukunft misstrauischer gegenüberstehen zu wollen. Demgegenüber berichten andere Langzeitstudien von Nervenzusammenbrüchen und posttraumatischen Belastungsstörungen, und einzelne Teilnehmer hatten noch vierzig Jahre später, als sie nochmals untersucht wurden, gesagt, sie seien diesen Schock, dieses Trauma nie mehr losgeworden, also ein Trauma, Täter gewesen zu sein. Der Freiburger Universitätsprofessor Joachim Bauer folgert, „dass dieses Experiment die betroffenen Personen gegen ihre eigene Intuition, gegen ihre natürlichen mitmenschlichen Instinkte […] dazu gebracht hat, hier der Autorität zu folgen“.

## Folgen und Folgerungen für die Psychologie
Heutzutage würde ein vergleichbares Experiment von vielen Psychologen als unethisch zurückgewiesen werden, da es die Versuchspersonen einem starken inneren Druck aussetzt und man sie über den wahren Zweck des Experiments täuscht. An vielen Universitäten stellte man als Reaktion auf diesen Versuch ethische Richtlinien über die Zulassung von psychologischen Experimenten auf. Ob das gewonnene Wissen bei Militär und Geheimdiensten Anwendung fand, ist nicht bekannt.
Milgram kommentierte die Ergebnisse seines Experiments so:

„Die rechtlichen und philosophischen Aspekte von Gehorsam sind von enormer Bedeutung, sie sagen aber sehr wenig über das Verhalten der meisten Menschen in konkreten Situationen aus. Ich habe ein einfaches Experiment an der Yale-Universität durchgeführt, um herauszufinden, wie viel Schmerz ein gewöhnlicher Mitbürger einem anderen zufügen würde, einfach weil ihn ein Wissenschaftler dazu aufforderte. Starre Autorität stand gegen die stärksten moralischen Grundsätze der Teilnehmer, andere Menschen nicht zu verletzen, und obwohl den Testpersonen die Schmerzensschreie der Opfer in den Ohren klangen, gewann in der Mehrzahl der Fälle die Autorität. Die extreme Bereitschaft von erwachsenen Menschen, einer Autorität fast beliebig weit zu folgen, ist das Hauptergebnis der Studie, und eine Tatsache, die dringendster Erklärung bedarf.“

Bis heute gilt der Autoritätsgehorsam theoretisch als nur unzureichend geklärt. Obwohl Milgram eine Persönlichkeitsbasis für Autoritätsgehorsam und Verweigerung vermutete, konnte er diese nicht belegen. Stattdessen ging er von zwei Funktionszuständen aus:
- einem Zustand der Autonomie, in dem das Individuum sich als für seine Handlungen verantwortlich erlebt, und
- einem „Agens-Zustand“, in den es durch den Eintritt in ein Autoritätssystem versetzt wird und nicht mehr aufgrund eigener Zielsetzungen handelt, sondern zum Instrument der Wünsche anderer wird.

Das Experiment zeigte, dass die meisten Versuchspersonen durch die Situation veranlasst wurden, sich an den Anweisungen des Versuchsleiters und nicht an dem Schmerz der Opfer zu orientieren. Die Veranlassung war am wirksamsten, wenn der Versuchsleiter anwesend war, und am wirkungslosesten, wenn die Instruktionen per Tonband oder Telefon erfolgten. Auch die Nähe zum „Schüler“ beeinflusste die Bereitschaft zum Abbruch des Versuches. So gingen ohne Rückmeldung der „Schüler“ praktisch alle Versuchspersonen bis zur höchsten Schockstufe, während beim direkten Kontakt nur noch 30 Prozent die Höchststufe erreichten.

## Methodische Kritik
Neben der ethischen Kritik, die die Milgram-Studien fast von Beginn an begleiteten, mehrte sich in jüngster Zeit auch die methodische Kritik bis hin zu Vorwürfen des wissenschaftlichen Fehlverhaltens. So wies die australische Psychologin und Autorin Gina Perry durch Archivarbeit und Interviews mit Teilnehmern der Original-Studien nach, dass Milgrams Veröffentlichungen sich deutlich von seinen persönlichen Aufzeichnungen und Zeitzeugen-Aussagen unterschieden. So gab es hinsichtlich der Gehorsamsrate zwischen den verschiedenen Variationen häufiger signifikante Unterschiede als in den Veröffentlichungen berichtet. Zudem gab es eine signifikante positive Korrelation zwischen der skeptischen Haltung der Versuchspersonen und der Höhe der Spannung, bis zu der sie dem „Schüler“ Stromschläge verabreichten.
Aus experimentalpsychologischer Perspektive werden darüber hinaus häufig folgende Aspekte des Versuchsaufbaus kritisiert:
1. Da es keine unabhängige Variable gab, die systematisch zwischen Gruppen von Versuchspersonen verändert wurde, handelt es sich beim Milgram-Experiment eigentlich nicht um ein Experiment.
2. Das Experiment sei durch die Schauspieler nicht echt: Bei den höheren Spannungswerten hörten die „Lehrer“ scheinbar Schreie von nahezu sterbenden Probanden, kurz darauf wurde das nächste Wort (Erinnerungstest) abgefragt, und die „Schüler“ antworteten wieder mit ganz normaler Stimme. Manche „Lehrer“ brachen daraufhin in bizarres Lachen aus, weil die Situation surreal war.[21]
3. Man müsse bei den Experimenten Effekte berücksichtigen, die den Versuchsablauf beeinflussten, etwa den Umstand, dass allein das Bewusstsein, an einem Test teilzunehmen, die Einstellung der Testperson verändere (Hawthorne-Effekt), oder die Möglichkeit, dass die Erwartung des Experimentators unterschwelligen Einfluss auf das Verhalten der Versuchspersonen nehme (Pygmalion-Effekt).

## Psychologische und soziologische Erklärungsversuche
Milgram selbst war von den Ergebnissen des Versuchs überrascht. Studenten und Kollegen, denen er von dem Versuch erzählt hatte, schätzten die Zahl derjenigen, die bis zum Maximum gehen, äußerst gering ein. Von Milgram und anderen wurden verschiedene Gründe genannt, die zu solch einer hohen Zahl an gehorsamen Probanden führten. So ging Milgram davon aus, dass mit dem Eintreten in den Agens-Zustand eine Übertragung der Verantwortung für das eigene Handeln an den Experimentator einherging. Als mögliche weitere Begründung für das Verhalten der Versuchspersonen kann der Wunsch der Testperson gesehen werden, das freiwillig begonnene Experiment auch tatsächlich abzuschließen und den Erwartungen der Wissenschaftler zu entsprechen (sog. normativer sozialer Einfluss). Die zufällige Auslosung von Lehrer und Schüler schafft zudem eine scheinbar faire Situation. Hinzu kommt, dass die Versuchssituation für die Probanden neu war und deshalb kein erlerntes Handlungsmuster existierte (sog. informativer sozialer Einfluss). Zudem hatten sie kaum Zeit, sich auf die überraschende Situation einzustellen. Ein anderer Erklärungsversuch zielt auf den graduellen Charakter des Experimentes ab, der psychologisch alltäglichen Verhaltensmustern entspricht, diese aber durch die kontinuierliche Steigerung der „Bestrafungsbereitschaft“ sukzessive in Richtung außerordentlicher Verhaltensweisen verschiebe (sog. Dissonanzauflösung). Dies mache die Abschätzung der Folgen für die Probanden schwierig. Dazu passe, dass das Verhalten der Probanden durch die Veränderung situationaler Variablen, etwa der Distanz zum Schüler oder der Anwesenheit des Versuchsleiters, beeinflusst werde, nicht durch das Vorliegen einer charakterlichen Disposition.
In jüngster Zeit wurde insbesondere Milgrams Erklärungsversuch zunehmend herausgefordert. So gehen insbesondere Alexander Haslam und Stephen Reicher davon aus, dass die Probanden in den Milgram-Studien durch den Experimentator überredet wurden. Theoretisch argumentieren sie dabei insbesondere vor dem Hintergrund von Gruppenprozessen, sozialer Identität und dem Reiz der Wissenschaft. Ein anderer Erklärungsansatz hingegen sieht bei Gehorsam einen Konflikt zwischen dem Pflichtgefühl gegenüber dem Experimentator aufgrund der Zusage zur Teilnahme am Experiment auf der einen Seite und den eigenen Wertvorstellungen auf der anderen Seite. Je nach Gestaltung der Situation überwiegen dann entweder das Pflichtgefühl oder die eigenen Moralvorstellungen (z. B. durch Betonung der individuellen Entscheidungsfreiheit der Probanden). Im Widerspruch zu Milgrams Erklärungsversuch konnten die zugehörigen Experimente zudem zeigen, dass gehorsame Probanden in hohem Maße dazu bereit waren, Verantwortung zu übernehmen. In diesen Experimenten wurde allerdings das auf der Käfertötungsaufgabe basierende Objektzerstörungsparadigma verwendet. Bei der Käfertötungsaufgabe kommen natürlich keine Lebewesen zu Schaden. Das Pflichtgefühl gegenüber dem Experimentator wiegt gemäß des zugehörigen Erklärungsansatzes deswegen so schwer, weil Menschen von Natur aus kooperativ sind und bei ihrer Sozialisation gelernt haben, dass das Einhalten von Zusagen gegenüber anderen wichtig ist (bis hin zu einer moralischen Selbstverpflichtung).
Soziologisch ist das Experiment als Beleg für die Wirksamkeit der Norm des Gehorsams gesehen worden. Über die Sozialisation erlerne das Individuum Gehorsamkeit und Unterordnung. Zunächst im familiären System, später in der Institution Schule. In beiden gesellschaftlichen Kontexten, die für die Prägung des Individuums entscheidend seien, werde Folgsamkeit und Unterordnung positiv sanktioniert. Die Gehorsamkeitsnorm ist an Institutionen und Individuen gebunden, die über einen hohen sozialen Status und/oder Autorität verfügen. Denn wie sich in den Variationen des Versuches andeutete, sinkt mit dem sozialen Status des Versuchsleiters die Bereitschaft zur Gehorsamsleistung. Insbesondere wenn die Autorität in einen bürokratischen Prozess eingebunden ist, der die Delegation der Verantwortung auf eine Institution ermöglicht, steigt die Chance auf Gehorsam selbst bei Befehlen, die als unmoralisch empfunden werden.

## Reaktionen
Das Experiment wurde vielfach als Beleg dafür verstanden, dass fast jeder Mensch unter bestimmten Bedingungen bereit ist, nicht seinem Gewissen zu folgen, sondern einer Autorität. Daher wird es zur Erklärung der Frage herangezogen, warum Menschen foltern oder Kriegsverbrechen begehen. Wegen seiner spektakulären Ergebnisse wurde das Experiment in einer breiten Öffentlichkeit wahrgenommen. Die New York Times titelte zum Beispiel: „Fünfundsechzig Prozent folgen in einem Test blind dem Befehl, Schmerzen zuzufügen“. Die Times erkennt die Gefahr einer ungebremsten Gehorsamsbereitschaft an und sieht in dem Experiment eine Erklärung für die Verbrechen der Nationalsozialisten und amerikanische Gräueltaten in Vietnam. Andere Blätter kritisieren Milgram und die Yale-Universität für die Zerreißprobe, vor die sie die Probanden stellten.
Auch gab es sehr unterschiedliche Interpretationen der Ergebnisse und der konditionierenden Faktoren. Erich Fromm etwa behauptete in seiner Untersuchung Anatomie der menschlichen Destruktivität, Grund für die Bereitschaft, dem Versuchsleiter zu gehorchen, sei das besonders hohe Ansehen, das die Wissenschaft als Institution in Amerika besäße. Das entscheidende Ergebnis sei nicht die Zahl der Teilnehmer, die die Schüler mit den höchsten Spannungen bestraften, sondern der bei fast allen Teilnehmern beobachtbare ausgeprägte Gewissenskonflikt. Die Zahl der Teilnehmer ohne Gewissenskonflikt sei bei Milgram jedoch nicht genannt. Fromm sieht die Berichte über die innere Aufgewühltheit und das Leiden der Probanden beim Handeln gegen das eigene Gewissen als Beleg für die Stärke des moralischen Bewusstseins.
Arno Gruen deutet die psychosomatischen Reaktionen der Befragten als ein Zeichen der Entfremdung.
Der US-amerikanische Evolutionsbiologe Marc Hauser sieht in dem Experiment eine Bestätigung seiner in dem Buch Moral Minds dargelegten Theorie, dass das menschliche Gehirn evolutionär veranlagte Kapazitäten besitzt, Autorität zu folgen, wie sie auch bei Primaten zu finden sind.

## Mediale und künstlerische Umsetzung
Die deutsche Fernseh-Dokumentation Abraham – Ein Versuch entstand 1970 an der Forschungsstelle für Psychopathologie und Psychotherapie der Max-Planck-Gesellschaft in München. Sie zeichnet das deutsche Nachfolge-Experiment optisch in allen Einzelheiten nach. Die Ausstrahlung sorgte gerade im Zusammenhang mit der deutschen Geschichte für Diskussionen.
Aus dem Jahr 1973 stammt ein Theaterstück des britischen Autors Dannie Abse mit dem Titel The Dogs of Pavlov, das durch die Untersuchung inspiriert ist.
1976 sendete die CBS einen Film namens The Tenth Level, in dem William Shatner einen an Milgram angelehnten Charakter spielte, der ein ähnliches Experiment durchführte.
Regisseur Henri Verneuil baute das Milgram-Experiment in seinen Film I wie Ikarus aus dem Jahr 1979 ein. Vordergründig handelt der Film von den Geschehnissen rund um einen Präsidentenmord in einem imaginären Staat; Parallelen zum Attentat auf John F. Kennedy waren wohl erwünscht.
Der britische Pop-Rock-Musiker Peter Gabriel, der Stanley Milgram bewunderte, widmete dessen Milgram-Experiment das Lied We Do What We’re Told (Milgram’s 37), das 1986 auf seinem Album So erschien. Der Liedtext des Songs ist von diesem Versuch inspiriert.
Der preisgekrönte Kurzfilm Atrocity (2005) spielt das Experiment nach.
Der britische Zauberkünstler und Mentalist Derren Brown wendet in einer 2006 ausgestrahlten TV-Sendung („The Heist“) das Milgram-Experiment an, um Kandidaten auszusortieren, die mental dazu beeinflusst werden sollen, einen Raubüberfall zu begehen.
In der Serie Malcolm mittendrin wird ein ähnliches Experiment durchgeführt, mit Verweis auf das Milgram-Experiment.
In der Episode Das Böse – steckt der Teufel in jedem von uns? der Reihe Galileo Mystery demonstriert ProSieben 2008 unter anderem das Milgram-Experiment.
2008 nennt sich Folge 17 von Staffel 9 der amerikanischen Krimi-Serie Law & Order: Special Victims Unit „Autorität“. Darin geht es um einen von Robin Williams gespielten Mann, der sich am Telefon als „Detective Milgram“ ausgibt und Menschen durch diese fingierten Anrufe dazu bringt, unfreiwillig u. a. junge Frauen sexuell zu belästigen. Er wird freigesprochen und beginnt mit einer wachsenden Anhängerschaft gegen blinden Gehorsam zu demonstrieren. Auch zwei Detectives müssen unfreiwillig an einer Abwandlung des Milgram-Experiments teilnehmen, bestehen dieses jedoch.
Im Frühjahr 2009 wurde das Experiment unter Nutzung der „Autorität des Fernsehens“ statt der der Wissenschaft im Rahmen einer vermeintlichen Spielshow in Frankreich wiederholt und aufgezeichnet. Der Film von Christophe Nick wurde am 18. März 2010 erstmals im Abendprogramm (mit dem Vermerk: nicht für Kinder unter 12 Jahren) auf dem Fernsehsender France 2 mit anschließender Diskussionsrunde ausgestrahlt. In dem Fernsehexperiment gingen 80 Prozent der Teilnehmer bis zur höchsten Bestrafungsstufe.
Der zweite Track des 2009 erschienenen Albums InBetweenTheLines der französischen Ska-Punk-Band P.O. Box trägt den Namen So Milgram knew it.
2009 erschien auch das Album Avoid The Light der Post-Rock-Band Long Distance Calling, auf dem ein Lied den Titel I Know You, Stanley Milgram! trägt.
In der Dokumentation Entdecke! Das Böse in uns (US-Original: Curiosity: How Evil Are You?) des Discovery Channels 2011 wird Bezug auf das Experiment genommen und Stanley Milgram im Experiment sowie Interview gezeigt.
Im Lied Caesar von I Blame Coco findet sich der Satz „It’s the Milgram device all over again“, der auf das Experiment anspielt.
In der Folge „The Mutilation of the Master Manipulator“ der TV-Serie Bones (Staffel 10, Episode 9, Erstausstrahlung am 4. Dezember 2014) wird ein Psychologie-Professor ermordet, der Milgram-Experimente durchführte. Hauptverdächtiger ist zunächst ein Versuchsteilnehmer, der im Experiment glaubte, seinem „Schüler“ einen tödlichen Stromschlag versetzt zu haben.